# Rue Pavillon (Marseille)
Pour les articles homonymes, voir Rue du Pavillon.
La rue Pavillon est une voie située dans le 1er arrondissement de Marseille. 

## Situation et accès
Elle va de la rue de Rome à la place du Général-de-Gaulle.

## Origine du nom
Elle porte ce nom car cette rue aboutissait face au grand pavillon du vieil arsenal des galères. 

## Historique
L’entrée principale de ce vieil arsenal était située au milieu de l’actuel quai des Belges et donnait sur une vaste cour décorée d’un pavillon à chaque angle. Face à cette entrée, côté place du général de Gaulle, s’élevait un cinquième pavillon beaucoup plus important que les quatre autres ; ce pavillon était surmonté d’une horloge et se trouvait dans l’axe de la rue à laquelle il a donné son nom.
Cette rue s’est également appelée rue du jeu de paume. En effet le jeu de paume de la montée des Accoules y avait été transféré. Dans cette rue se trouvait aussi l’hôtel de commerce où descendit Victor Hugo le 30 septembre 1839 . Il y avait également le théâtre de la Nation qui ferma en 1814.
Les fouilles entreprises Place du général de Gaulle et l’étude des archives de l’abbaye de Saint-Victor ont montré que le percement de cette rue remonte au début du XIIIe siècle. Cette rue s’appelait alors Raimond-Rascas. Les noms des propriétaires riverains de cette époque ont pu être retrouvés.

## Bâtiments remarquables et lieux de mémoire
- No 6 : Jean-Baptiste Pancrazi, membre de la bande à Bonnot, y a demeuré[4].